# Conus huttoni
Espèce
Conus huttoni est une espèce fossile de mollusques gastéropodes marins de la famille des Conidae.

## Distribution
Cette espèce marine est présente à l'état de fossile au Miocène précoce au large de la Nouvelle-Zélande, où elle se trouve dans des strates marines d'âge altonien, comparables en âge à l'étage Aquitanien.

## Taxonomie

### Publication originale
L'espèce Conus huttoni a été décrite pour la première fois en 1890 par le malacologiste australien Ralph Tate (d) (1840-1901) dans la publication intitulée « Transactions of the Royal Society of South Australia »,.